# Sh2-77
Sh2-77 è una nebulosa a emissione visibile nella costellazione dell'Aquila.
Si osserva nella parte centrale della costellazione, circa 7° a sud della brillante stella Altair (α Aquilae); si trova sul bordo orientale della scia chiara della Via Lattea, quasi a cavallo dell'equatore celeste. La sua individuazione è estremamente difficoltosa, essendo molto debole; il periodo più indicato per la sua osservazione va da giugno a novembre.
Sh2-77 è una nube poco studiata, la cui distanza si aggirerebbe sui 1200 parsec (oltre 3900 anni luce) dal Sole; da questa stima ne consegue che si tratta di una nube posta ad un'elevatissima latitudine galattica. Nella direzione di Sh2-77 si osservano alcune nubi ad alta velocità, fra le quali spicca [PDS2002] HIPASS HVC 378, ossia [DBB2002] 106; le coordinate di questa nube sono praticamente le medesime e potrebbe trattarsi dello stesso oggetto.